# Ranrapalca
El Ranrapalca (del Quechua Ancashino: ranra = pedregal, pallqa = bifurcación; 'piedra bifurcada') es una montaña nevada perteneciente a la Cordillera Blanca y ubicada dentro del parque nacional Huascarán en la Cordillera de los Andes, tiene una altura máxima de 6162 m s. n. m. (20 217 pies). Se encuentra en la provincia de Huaraz, en la región Áncash, en el callejón de Huaylas, Perú.
Es el nevado más llamativo visto desde Huaraz pues su prominente "joroba" lo hace muy peculiar y atractivo a la vista. Según los sitios web sobre montañismo es una enorme mole de unos 6 km de longitud, con paredes de roca, hielo y nieve de unos 750 a 850 m. de desnivel, sin contar su enorme planicie final que conduce a su afilada cumbre.

## Oronimia
Su nombre proviene de los vocablos ranray pallqa, provenientes del Quechua Ancashino, que significan “terreno pedregoso” y “bifurcación”, respectivamente.

## Ascensiones históricas

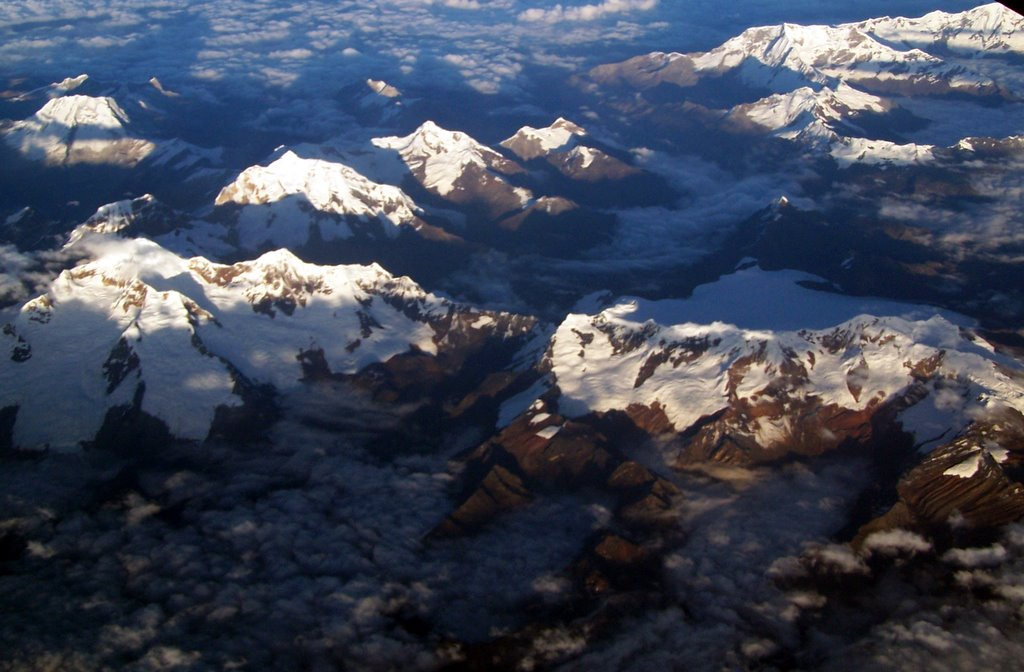
Ranrapalca (esquina superior izquierda), Chinchey, Palcaraju (esquina inferior izquierda), Perlilla (esquina inferior derecha), Copa (esquina superior derecha). Vista aérea sobre la ciudad de Huari

### Primera Expedición
Alemania: La primera ascensión a la montaña fue el 25 de junio de 1939, y fue realizada por Walter Brecht, Siegfried Rohrer, Karl Schmid y Hans Schweizer; los escaladores alemanes desde el col del Ranrapalca y el Ishinca por la afilada arista noroeste. Los miembros del Club Alpino Alemán hicieron cumbre ese año también en el Contrahierbas, Hualcán, Palcaraju, Tocllaraju y Chinchey.

## Geología

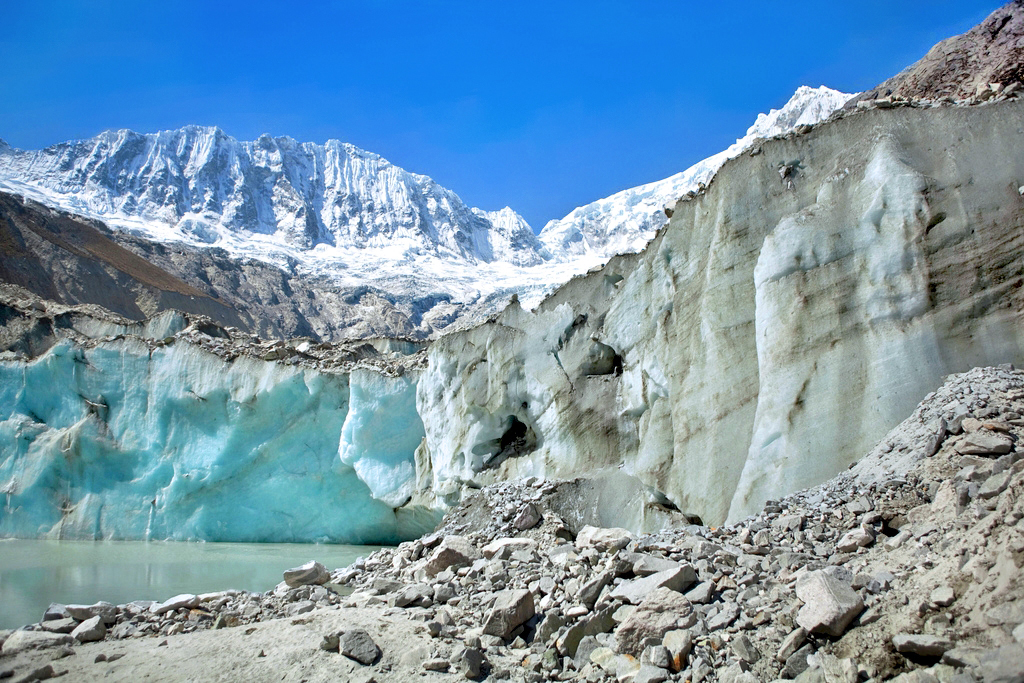
Glaciar Llaca ubicado en el centro del Perú en la Cordillera Blanca.

Al encontrarse el nevado Ranrapalca en la Cordillera Blanca el material rocoso que contiene es en su mayoría Granito y Tonalita.